# Auguste Mariette
Pour les articles homonymes, voir Mariette.
Auguste Mariette, né le 11 février 1821 à Boulogne-sur-Mer et mort le 18 janvier 1881 au Caire, est un égyptologue français.
Mariette est, avec Jean-François Champollion, l’un des deux pères fondateurs de l’égyptologie,.

## Biographie

### Formation, début de carrière
Fils d’un chef des bureaux de la mairie étranger à la ville, depuis 1815, Mariette jouait, enfant, dans le grenier où s’entassaient les archives communales. Montrant des dispositions précoces pour le dessin au collège communal de Boulogne, il accepte, avant même d’avoir terminé ses études (1839-1840), de suppléer un compatriote comme maitre de dessin et de français en Angleterre à la Shakespeare House Academy de Stratford. Revenu en France, au bout d’un an, il entre en terminale et obtient son baccalauréat, le 4 aout 1841. Employé comme maitre d’études, maitre de français, puis chargé de la septième de 1841 à 1848, dans son ancien établissement scolaire, il s’essaie à ses heures perdues à la littérature dans la Boulonnaise, puis, cette feuille ayant disparu, à l’Annotateur Boulonnais, à l’Almanach de Boulogne, au Littérateur Français, au Courrier du Pas-de-Calais. En 1843, il devient rédacteur en chef à l’Annotateur boulonnais et se marie deux ans plus tard.

### Découverte de l'égyptologie
Ayant découvert, en 1841, un caisson de momie provenant de l’ancien membre de la Commission d’Égypte, Vivant-Denon, acquis par le musée de Boulogne, en 1837, il voulut connaitre la signification des hiéroglyphes. Il écrira, quelques années, plus tard : « Je suis entré dans l’Égypte […] par la momie du musée de Boulogne. » Après s’être procuré le dictionnaire et la grammaire de Champollion, il fréquente assidument la galerie égyptienne du musée, apprenant les hiéroglyphes, le copte, le syriaque, l’araméen, jusqu’à la mort, en 1845, de l’un de ses cousins éloignés, le dessinateur de grand talent Nestor L'Hôte, l’un des premiers disciples et compagnon de voyage de Champollion en Égypte.
Chargé de mettre en ordre les papiers et les dessins de son parent, Mariette découvre l’égyptologie. À la suite cette révélation, il décide de devenir égyptologue ; il aura cette phrase devenue célèbre : « Le canard égyptien est un animal dangereux : un coup de bec, il vous inocule le venin et vous êtes égyptologue pour la vie,. » Le premier résultat de ses travaux se matérialise sous la forme d’un Catalogue consacré au musée où il s’était formé.
Dès lors, désireux de se rendre en Égypte, il fait demander par le maire de Boulogne, soutenu par François Delessert, alors député du Pas-de-Calais, une mission au ministre de l’Instruction publique, qui lui répond qu’un autre voyageur venait d’être chargé d’une telle mission. Même le passage gratuit lui était refusé. Ayant alors demandé un congé, il monte à Paris étudier la salle des ancêtres de Toutmès III à la Bibliothèque nationale, et rédige un mémoire qu’il adresse à Charles Lenormant. Celui-ci, frappé des qualités de ce travail, tente de le soutenir : à la recommandation de Lenormant et de Longpérier, son compatriote, le peintre Philippe-Auguste Jeanron, placé à la tête des musées nationaux après la révolution de 1848, le charge de ranger les papyrus égyptiens du Louvre.

### Premier voyage en Égypte

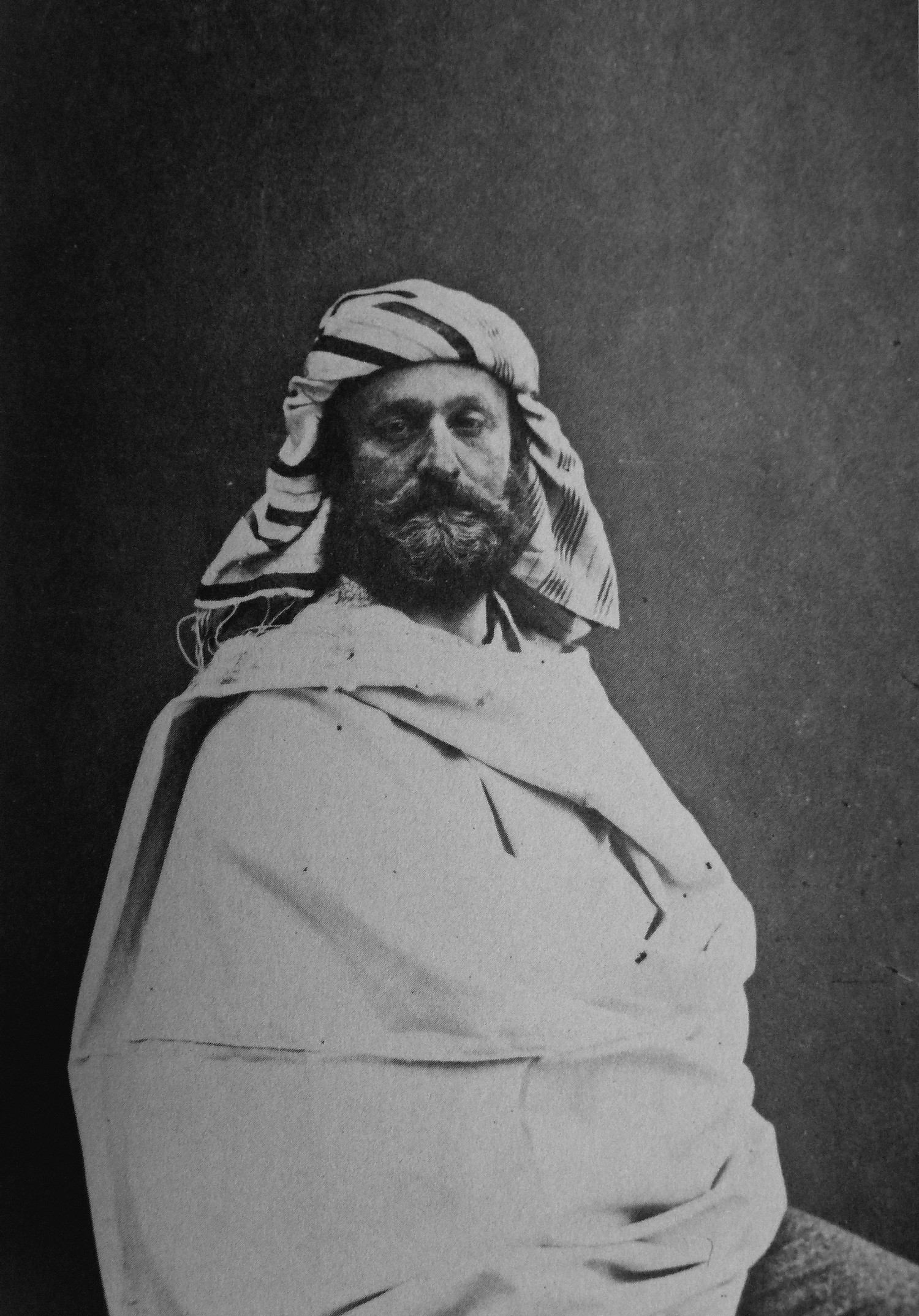
Monsieur Auguste Mariette par Nadar (atelier), négatif verre au gélatino-bromure d’argent, collotype, médiathèque de l’Architecture et du Patrimoine.

En 1850, la France désireuse d’acquérir des manuscrits coptes, sélectionne pour cette mission Mariette remarqué, notamment par le continuateur de Champollion, Emmanuel de Rougé, par la Bibliographie copte qu’il avait donnée l’année précédente, à la suite de ses études menées sur les textes coptes au Louvre. D’entrée de jeu, Mariette informe la commission de l’Académie que considérant l’exploration de l’Égypte comme loin d’être achevée, il ne compte nullement s’en tenir à cette seule mission et qu’il entend bien profiter de cette expédition pour entreprendre des fouilles sur les points de l’antiquité égyptienne imparfaitement explorés jusqu’alors.

Parti le 4 septembre 1850, il ne fait que passer à Alexandrie et gagne au plus vite le Caire, où l’appelait sa mission. Il profite des semaines d’attente de la lettre de recommandation du patriarche résidant au Caire à l’archimandrite du couvent de Saint-Macaire pour visiter la citadelle du Caire. Après avoir admiré la plaine depuis les remparts du Caire, le spectacle des pyramides, du Nil, de la plaine de Saqqarah décide de sa mission et de sa vie : 

« Ce rêve de toute ma vie prenait un corps. Il y avait là, presqu’à la portée de ma main, tout un monde de tombeaux, de stèles, d’inscriptions, de statues. Que dire de plus ? »

 De ce moment, selon ses propres termes, tous ses scrupules tombent devant ces considérations et il abandonne illico sa mission, le patriarche, les couvents, les manuscrits coptes et syriaques, et Linant-Bey lui-même pour se consacrer à la fouille du site. Le lendemain, il s’équipe et le 20 octobre, il campe au pied de la grande pyramide.
Alors qu’il passe par le plateau de Saqqarah, il remarque, émergeant du sable, la tête d’un sphinx, et repense à la description, faite par Strabon, d’une avenue menant au Sérapéion, bordée de plus de cent quarante sphinx. Le voyageur grec affirmait qu’il se trouvait à Memphis « un temple de Sarapis dans un endroit tellement sablonneux que les vents y amoncellent des amas de sable sous lesquels nous vîmes des sphinx enterrés, les uns à moitié, les autres jusqu’à la tête... »
Le résultat est immédiat : 141 sphinx sont ainsi mis au jour, de petits temples, quelques tombes de l’ancien empire, ainsi qu’une statue du dieu Apis de belle facture. On lui doit la découverte, du Scribe accroupi, une des pièces maitresses du département égyptien du Louvre, la tombe d’Apis et la fouille jusqu’en 1854 du Sérapeum de Memphis et de la nécropole de Saqqarah où il dégage de nombreux mastabas de l’Ancien Empire, non sans avoir auparavant été temporairement interdit de fouilles 

### Directeur du service des antiquités égyptiennes
Revenu en France en novembre 1854, il est nommé conservateur adjoint du musée égyptien au Louvre, en 1855. Sur la recommandation de Jules Barthélemy-Saint-Hilaire, Ferdinand de Lesseps, qui appréciait la tournure d’esprit de Mariette en ce qui concernait la destination des antiquités, le fait agréer auprès de son ami d’enfance, le nouveau vice-roi Saïd Pacha, qui avait succédé à Abbas Pacha, et il est rappelé au Caire vers la fin de 1857, pour assumer, avec le titre de bey, parmi les hauts fonctionnaires du pays, la charge spéciale de conservateur du service des antiquités égyptiennes.
Présenté par Ferdinand de Lesseps à Saïd Pacha, il le convainc d’accélérer l’achèvement du musée de Boulaq et demande qu’on lui fournisse les moyens de publier ses découvertes. Saïd Pacha y ayant consenti, il décide également, de son propre chef, de l’envoyer à Londres en qualité de commissaire général de l’Égypte à l’Exposition universelle, en lui allouant une très forte indemnité. Il l’éleva ensuite au rang de bey de 1er ordre, en lui accordant d’autres faveurs, mais il est mort, peu de temps après. C’est son successeur, Ismaïl Pacha, qui inaugurera solennellement, en octobre 1863, le musée de Boulaq, dont il était directeur depuis le 1er juin 1858. Il y recevra Emmanuel de Rougé, Ernest Renan, l’épigraphiste Ernest Desjardins, le journaliste et explorateur Gabriel Charmes, Gaston Maspero, Eugène-Melchior de Vogüé, Arthur Rhoné…
Ses fouilles n’ayant pas cessé durant ce long intermède de négociations et de voyages princiers, celles-ci lui procurent quelques monuments intéressants, qu’il a décrits dans sa Deuxième lettre de M. A. Mariette à M. le vicomte de Rougé sur les fouilles de Tanis. Il ouvre un chantier à Dra Abou el-Naggah et, en décembre, le sarcophage du roi Ahmôsis Ier, qui régna jusqu’en -1567 et qui mit fin à la dynastie des envahisseurs hyksôs, lors de la prise d’Avaris, est retrouvé intact.
À Thèbes, sur la rive opposée à Louxor, non loin du lieu où il avait exhumé le sarcophage de Ouadjkheperrê Kames, son équipe dirigée par Maunier, met au jour celui de son épouse Iâhhotep, ainsi que le mobilier et les somptueux bijoux qui l’accompagnaient. En l’absence de l’égyptologue français, les autorités égyptiennes ouvrent le sarcophage, « balancent » la momie et conservent les bijoux et objets trouvés qu’elles expédient, via le Nil, à destination du Caire. Le directeur général des antiquités intercepte le convoi fluvial et récupère les caisses, se plaignant auprès de Saïd Pacha, qui conserve deux pièces pour son usage personnel.

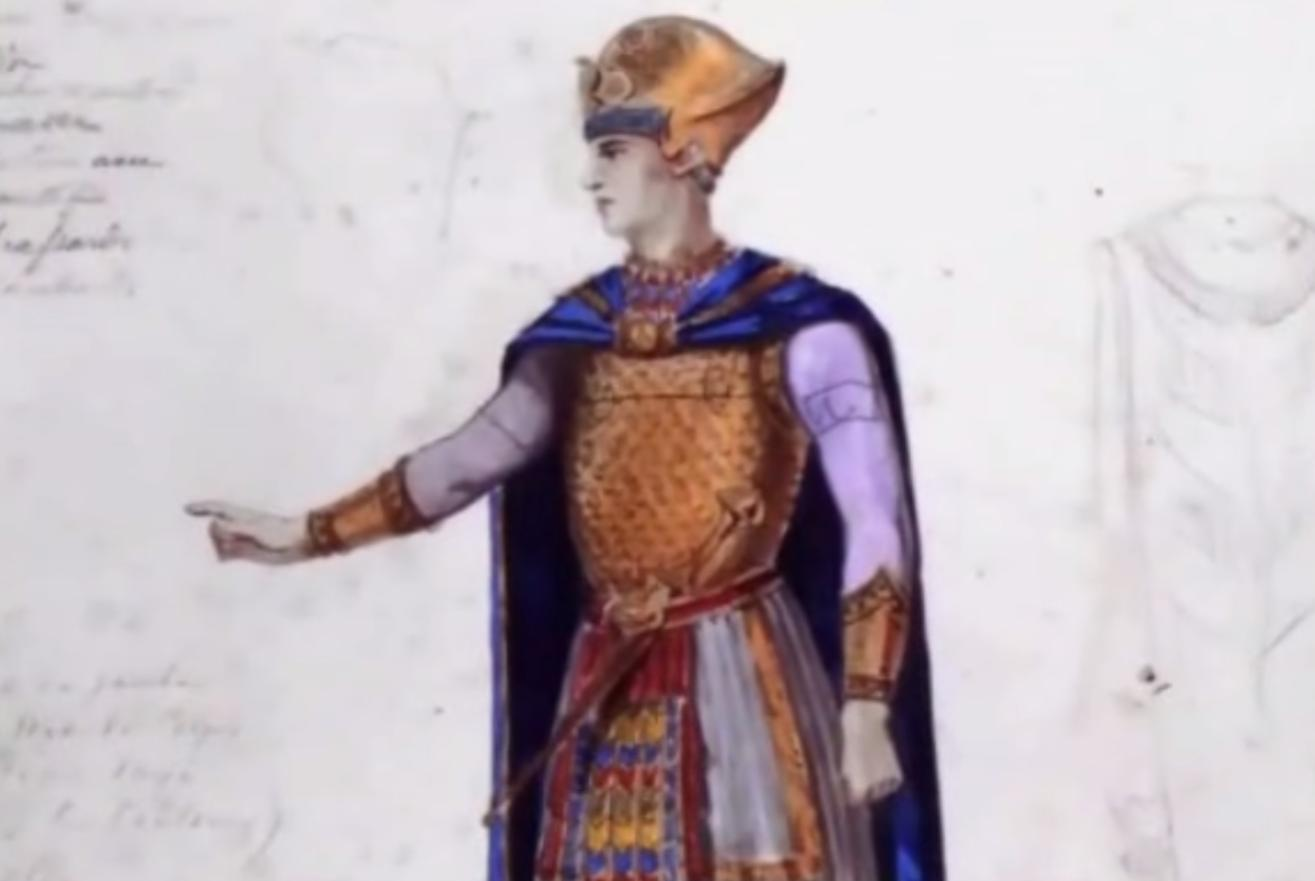
Croquis de Mariette pour la première d’Aida.

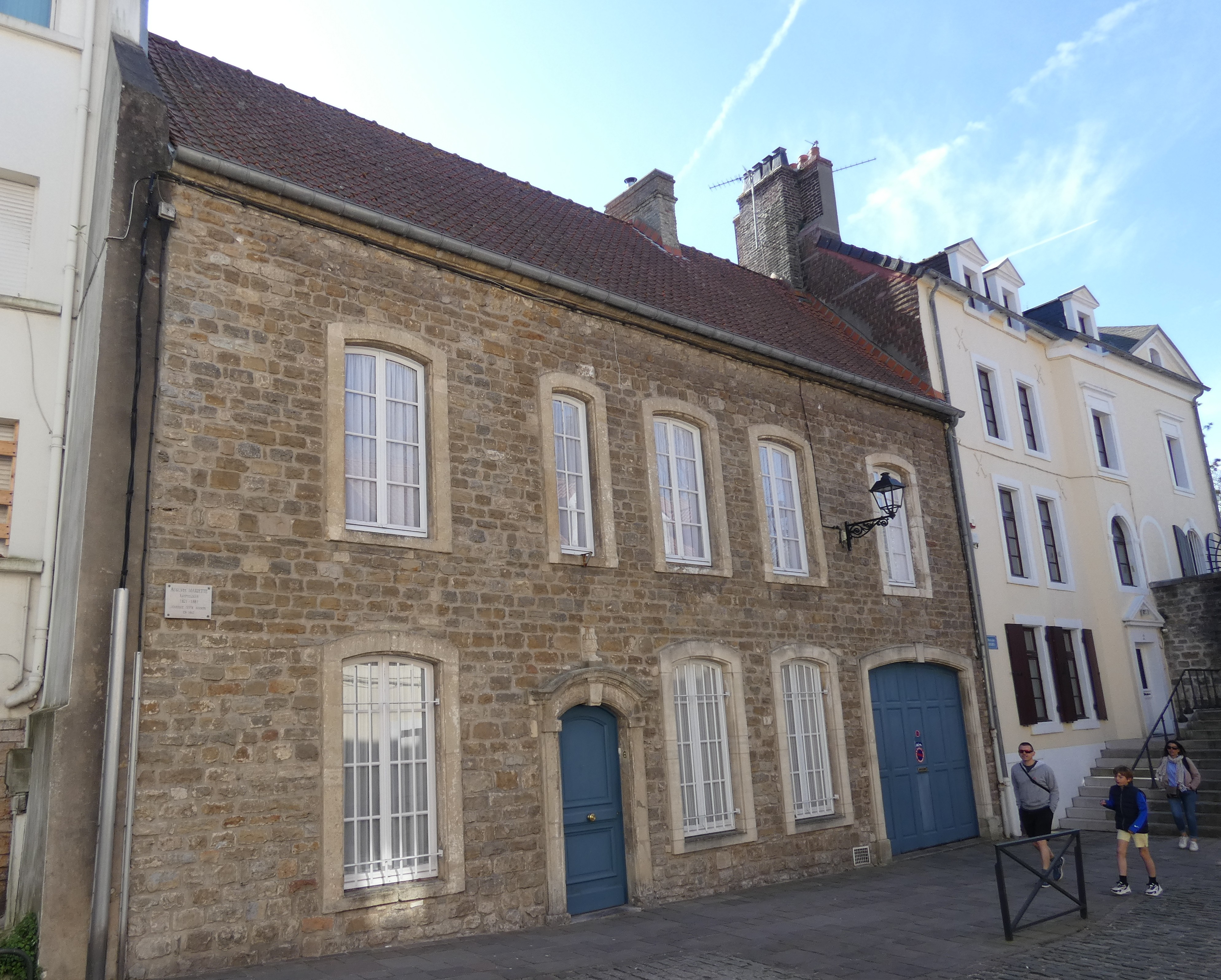
Habitation dans laquelle vivrait Auguste Mariette en 1862 à Boulogne-sur-Mer.

En 1860, il découvre puis travaille au temple d’Edfou qu’il fait désensabler. Lors de l’exposition universelle de 1867 à Paris, les bijoux d’Ahotep y sont exposés et Hortense Lacroix a très envie de certaines pièces pour le Louvre, au point qu’elle les demande à Ismaïl Pacha, qui en réfère au directeur du musée de Boulaq. Mariette s’oppose à la volonté impériale, ce qui lui fait perdre les appointements de 7 500 francs que l’Empereur voulait lui rendre, ainsi que le titre et les appointements de conservateur au Louvre.
En 1870, Il est retenu par l’opéra Aida, de Giuseppe Verdi, dont il fournit le sujet, d’après une légende transcrite depuis un papyrus de l’ancienne Égypte, et dirige la construction de la scénographie. En raison du fiasco de la guerre franco-prussienne, le matériel reste bloqué sur place, et l’opéra commandité par Ismaïl Pacha, grand amateur d’art lyrique, pour la somme de 150 000 francs or à l’occasion de l’inauguration de l’ouverture de l’opéra khédival du Caire, qui devait être donné à l’occasion de l’ouverture du canal de Suez, est reporté à l’année suivante.
Pendant ce temps, les ouvriers, qui dégageaient la stèle des membres de la famille royale semblant dater de l’Ancien Empire, découvrent l’ouverture d’un puits ; l’un d’eux progresse dans la galerie ainsi creusée, une bougie à la main, et réapparait épouvanté par le regard brillant de deux personnes le dévisageant fixement qu’il venait de croiser. Lorsqu’Albert Daninos va voir ce qu’il en était, il se retrouve face aux statues en calcaire, presque de grandeur nature, de Rahotep et Néfret qui allèrent ainsi rejoindre le musée de Boulaq.
En 1872, Mariette a 2 780 ouvriers travaillant sous sa direction en Égypte, et, en 1878, il est reçu à l’Académie des inscriptions et belles-lettres, dont il était déjà membre correspondant. En 1879, en reconnaissance de l’importance de ses efforts pour la protection du patrimoine égyptien, le vice-roi d’Égypte l’élève au rang de pacha. En 1880, il est rejoint par Gaston Maspero, tandis qu’il tombe à nouveau gravement malade du fait de son diabète, qui devait l’emporter.

### Mort et honneurs
À sa mort, au Caire, en 1881, après que l’Égypte lui eut fait des funérailles nationales, il est inhumé dans un tombeau édifié dans le jardin du musée des Antiquités égyptiennes de la ville. Son tombeau suivra ensuite les pérégrinations de ce musée. En 2022, il se trouve place Tahrir.
Il aura fouillé 300 tombes, à Saqqarah et à Gizeh, dégagé de nombreux sites en Égypte et en Nubie, et retrouvé environ 15 000 objets. Son dernier ouvrage sera publié après sa mort sous le contrôle de Maspero, Mastabas de l’Ancien empire.
Le registre complet tenu par Mariette des monuments trouvés lors des fouilles de Saqqarah de 1850 à 1854 est disponible en ligne.
Nommé chevalier de la Légion d’honneur, il a reçu la croix de l’Aigle rouge 3e classe à Berlin, la croix de Saints Maurice et Lazare à Turin, puis la croix de l’Aigle rouge 2e classe. Passé officier, puis commandeur de la Légion d’honneur, il a également été nommé commandeur de l’ordre de la Couronne d'Italie et commandeur avec étoile de l’ordre de François-Joseph.
Successivement membre ordinaire de la Société des antiquaires de France, correspondant de l’Académie royale de Turin (it), de l’Académie des Beaux-Arts de Rio de Janeiro, et du Royal Institute of British Architects, il était membre étranger de l’Académie royale des sciences, des lettres et des beaux-arts de Belgique et membre honoraire de l’Académie royale d'archéologie de Belgique.

## Hommages

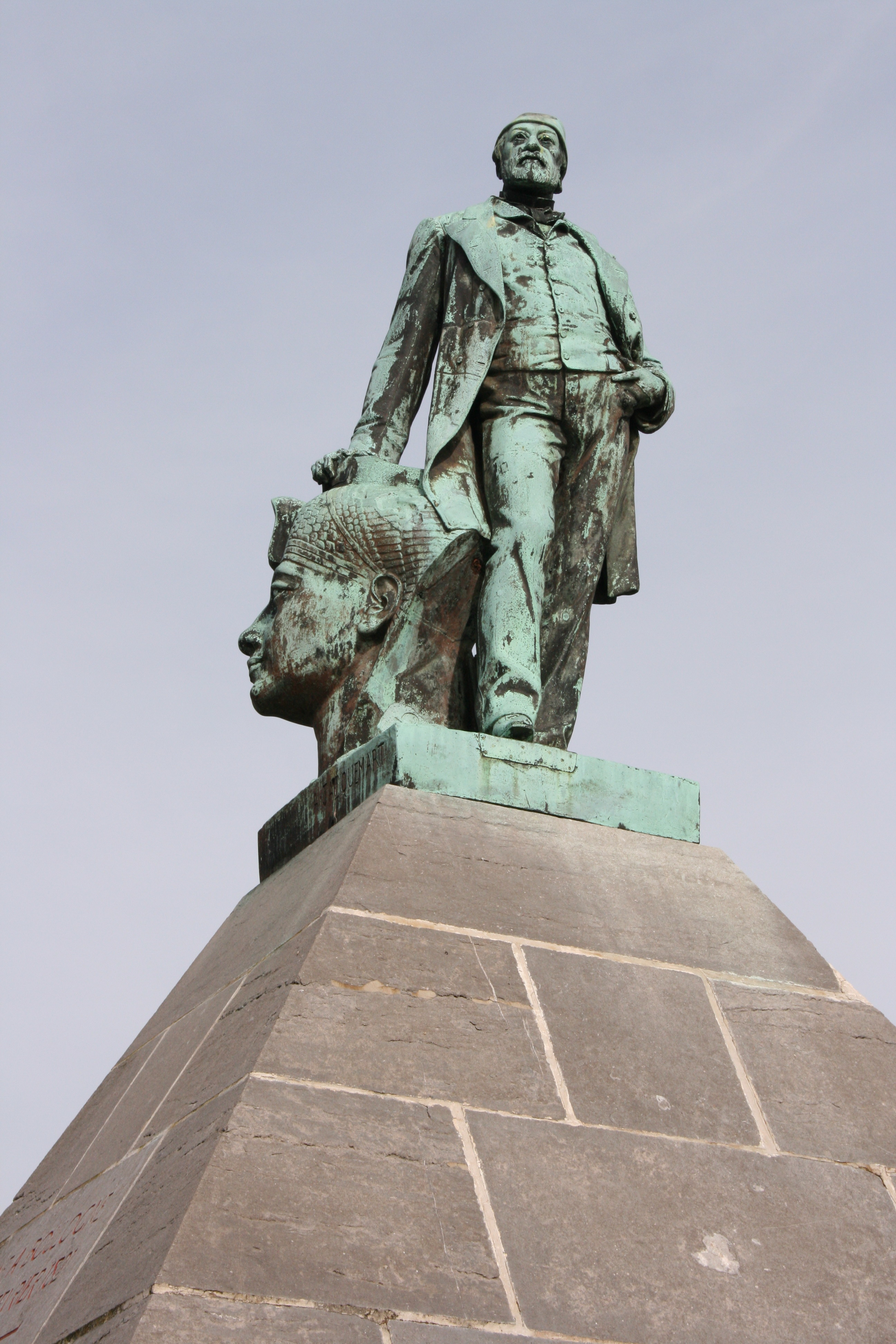
Détails du Monument à Mariette-Bey (1882) d’Henri-Alfred Jacquemart à Boulogne-sur-Mer.

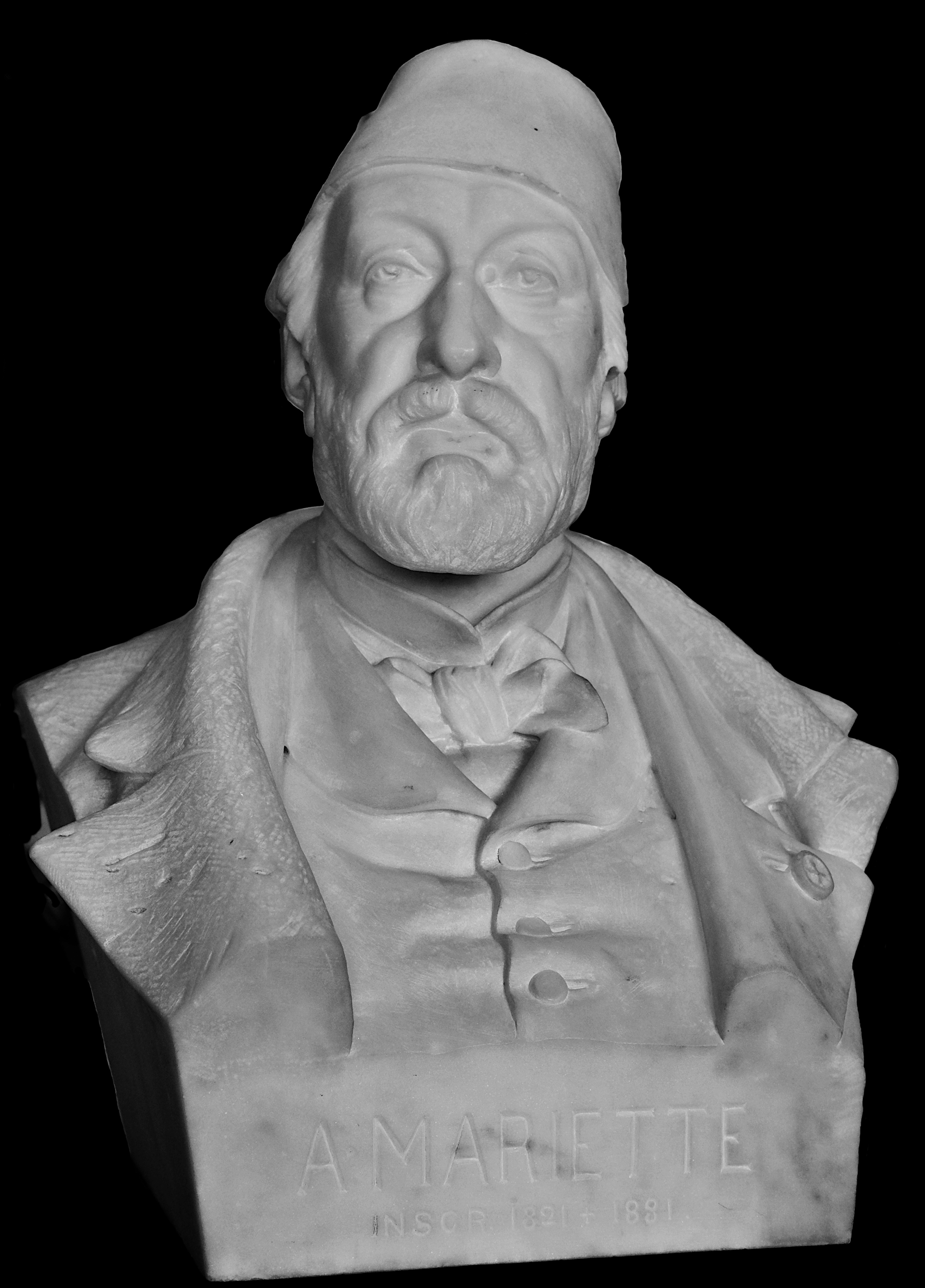
Buste de Auguste Mariette exécuté par Joseph Gabriel Sentis de Villemür (Louvre, RF4558). Il s'agit d'une copie du buste réalisé en 1879 par Henri-Alfred Jacquemart.

- Un Monument à Mariette-Bey par Henri-Alfred Jacquemart est érigé à sa mémoire en 1882 dans sa ville natale[25].
- Un Monument à Auguste-Édouard Mariette par Denys Puech est érigé à sa mémoire en 1904 au Caire[26].
- Un lycée général et technologique, le lycée Mariette, est nommé en hommage à Auguste Mariette à Boulogne-sur-Mer.
- En 1983, le square Auguste-Mariette-Pacha est inauguré à son nom devant le Collège de France à Paris[27].
- Son nom est donné en 1926, à un navire de la Compagnie des messageries maritimes[28].
- Un hôtel de Marseille porte le nom de Mariette-Pacha (place du 4-Septembre, 13007 Marseille)
- Un Moulage d'un buste d'Auguste Mariette (?) signé de son ami Alphonse Lami est conservé au Louvre[29].

## Publications
- Mémoire sur cette représentation… : gravée en tête de quelques proscynèmes du Sérapéum, où l’on établit : 1º que la vache associée au culte d’Apis n’est pas une Hathor ; 2º qu’elle n’est pas une vache mystique ; 3º qu’elle n’est pas non plus une compagne favorite de ce dieu ; 4º qu’elle est une mère d’Apis, Paris, Gide et J. Baudry, 1856, 62 p. (lire en ligne sur Gallica).
- Lettre de M. Auguste Mariette à M. le vicomte de Rougé, sur les résultats des fouilles entreprises par ordre du vice-roy d’Égypte, Paris, Didier, 1860, 23 p. (lire en ligne sur Gallica).
- François Auguste Ferdinand Mariette, Deuxième lettre de M. A. Mariette à M. le vicomte de Rougé sur les fouilles de Tanis : Extrait de la Revue archéologique, Paris, Didier, 1862, 11 p. (lire en ligne sur Gallica).
- La Table de Saqqarah : Extrait de la Revue archéologique, Paris, Didier, 1864, 20 p. (lire en ligne sur Gallica).
- Aperçu de l’histoire d’Égypte : depuis les temps les plus reculés jusqu’à la conquête musulmane, Alexandrie, Mourès, Rey et Cie, 1864, 116 p. (lire en ligne sur Gallica).
- Exposition universelle de 1867 : Description du parc égyptien, Paris, 1867, 104 p. (lire en ligne)
- Sur les tombes de l’ancien empire que l’on trouve à Saqqarah : Extrait de la Revue archéologique, Paris, Didier, 1868, 25 p. (lire en ligne sur Gallica).
- Aïda : vingt-quatre projets de costumes : attribués à Auguste Mariette (Aida : opéra en quatre actes et sept tableaux / décors de Auguste Rubé, Philippe Chaperon, Jean-Baptiste Lavastre et Edouard Despléchin. - Le Caire : Théâtre de l’Opéra du Caire, 24-12-1871), Paris, 1871, 25 p. (lire en ligne sur Gallica).
- Itinéraires de la Haute-Égypte : comprenant une description des monuments antiques des rives du Nil entre le Caire et la première cataracte, Alexandrie, Moures & Cie (réimpr. 1880, 1990) (1re éd. 1872), 280 p. (OCLC 1329208188, lire en ligne).
- Album du musée de Boulaq : comprenant quarante planches photographiées par MM. Delié et Béchard, Le Caire, Mourès (réimpr. 2015) (1re éd. 1872), 191 p. (lire en ligne sur Gallica).
- Notice des principaux monuments exposés dans les galeries provisoires du musée d’antiquités égyptiennes de S. A. le vice-roi à Boulaq : 5e édition entièrement refondue, Le Caire, A. Mourès, 1874, 330 p..
- Denderah : description générale du grand temple de cette ville (réimpr. 2012) (1re éd. 1870-1875) (lire en ligne sur Gallica)
- Karnak : étude topographique et archéologique (Ouvrage publié sous les auspices de son altesse Ismail Khédive d’Égypte), t. 1, Leipzig, J. C. Hinrichs, 1875 (lire en ligne), « t. ii »
- Voyage dans la Haute-Égypte : explication de quatre-vingt-trois vues photographiées d’après les monuments antiques compris entre le Caire et la première cataracte, t. 1, Paris ; Le Caire, Goupil ; A. Mourès (réimpr. 2016) (1re éd. 1878), 98, 132 (lire en ligne sur Gallica), « t. ii ».
- Exposition universelle de Paris, 1878 : La Galerie de l’Égypte ancienne à l’exposition rétrospective du Trocadéro, description sommaire, Paris, F. Pichon, 1878, 126 p. (lire en ligne sur Gallica).
- Abydos : Description des fouilles, t. 1, Paris, 1869 (lire en ligne) ;
- Abydos : Description des fouilles, t. 2, Paris, 1880 (lire en ligne) ;
- Catalogue général des monuments d’Abydos découverts pendant les fouilles de cette ville, Paris, Imprimerie nationale, 1880, [iii]-vii, 596 (lire en ligne).
- Les Mastabas de l’ancien empire : fragment du dernier ouvrage de A. Mariette, publié d’après le manuscrit de l’auteur par G. Maspero (Ouvrage posthume), Paris, F. Vieweg, Émile Bouillon, 1889, 592 p. (OCLC 1322966089, lire en ligne sur Gallica)